# Stefano Tatai
Stefano Tatai (Roma, 23 de març de 1938 - Tenerife, 30 de maig de 2017), fou un jugador d'escacs italià que ostentà el títol de Mestre Internacional durant més de 50 anys, des de 1966 fins a la seva mort. Fou un dels millors jugadors italians de tots els temps, dotze cops campió nacional.
|  |

## Resultats destacats en competició
Va assolir el títol de mestre d'escacs de la Federació Italialna el 1958, i el de MI el 1966. Ha guanyat 12 títols del Campionat d'escacs d'Itàlia absolut, al llarg de trenta anys: el 1962, 1965, 1967, 1970, 1974, 1977, 1979, 1983, 1985, 1990, 1991, 1994, de llarg el jugador italià amb més títols nacionals.
Tatai participà amb l'equip italià en diverses edicions de les Olimpíades d'escacs.
A mitjan de la dècada del 1950 va entrenar Ennio Morricone, llavors un fort aficionat.

## Partides notables
A continuació, dues victòries de Tatai contra els Grans Mestres Timman i Larsen, dos jugadors de primera línia mundial.
Stefano Tatai - Jan Timman (Amsterdam 1970)

1.e4 g6 2.d4 Ag7 3.c3 d6 4.Cf3 Cf6 5.Cbd2 O-O 6.Ae2 Cc6 7.O-O e5 8.dxe5 Cxe5 9.Cxe5 dxe5 10.Dc2 b6 11.Te1 Ab7 12.Af1 Dd7 13.Cc4 Tfe8 14.f3 a5 15.Ae3 Dc6 16.Ca3 Ted8 17.Tad1 Af8 18.Ab5 De6 19.Db3 Dxb3 20.axb3 c6 21.Txd8 Txd8 22.Axb6 Td2 23.Cc4 Tc2 24.Aa4 Cd7 25.Ae3 Cc5 26.Tc1 Txc1+ 27.Axc1 Cd3 28.Ae3 Aa6 29.Cxa5 Cxb2 30.Cxc6 Cd1 31.Ab6 Cxc3 32.Cxe5 Ad6 33.Cg4 Ad3 34.e5 Ae7 35.Ce3 Ag5 36.Ac6 Af4 37.Cd5 Ce2+ 38.Rf2 Axh2 39.f4 Cxf4 40.Cf6+ Rg7 41.Cg4 1-0
Bent Larsen - Stefano Tatai (Las Palmas 1972)
1.c4 g6 2.Cc3 Ag7 3.g3 c5 4.Ag2 Cc6 5.Cf3 e6 6.O-O Cge7 7.d3 O-O 8.Af4 e5 9.Ad2 d6 10.Tb1 h6 11.Ce1 Ae6 12.Cd5 a5 13.Cc2 Axd5 14.cxd5 Cb4 15.Cxb4 axb4 16.Db3 Dd7 17.a3 bxa3 18.bxa3 Tfb8 19.f4 exf4 20.Txf4 g5 21.Te4 Cg6 22.a4 Ce5 23.a5 f5 24.Ta4 b5 25.Ta2 b4 26.e3 Dd8 27.d4 cxd4 28.exd4 Cg4 29.h3 Axd4+ 30.Rh1 Cf2+ 31.Rh2 Txa5 32.Txa5 Dxa5 33.Dc2 Ce4 34.Axb4 Dxd5 35.Dc7 Tf8 36.Td1 Tf7 37.Dc8+ Tf8 38.Dc2 Ta8 39.Dd3 Ta1 40.Dxd4 Txd1 41.Da7 Dd4 42.Db8+ Rh7 43.Dc7+ Rg6 0-1